# العلاقات النرويجية المالطية
العلاقات النرويجية المالطية هي العلاقات الثنائية التي تجمع بين النرويج ومالطا.

## مقارنة بين البلدين
هذه مقارنة عامة ومرجعية للدولتين:
| وجه المقارنة                                              | النرويج                                                   | مالطا                                                     |
| --------------------------------------------------------- | --------------------------------------------------------- | --------------------------------------------------------- |
| المساحة (كم2)                                             | 385.21 ألف                                                | 316                                                       |
| عدد السكان (نسمة)                                         | 5.33 مليون                                                | 465.29 ألف                                                |
| الكثافة السكانية (ن./كم²)                                 | 13.84                                                     | 147.24 ألف                                                |
| العاصمة                                                   | أوسلو                                                     | فاليتا                                                    |
| اللغة الرسمية                                             | بوكمول، لغات السامي، نينوشك، اللغة النرويجية              | اللغة المالطية، لغة إنجليزية                              |
| العملة                                                    | كرونة نروجية                                              | يورو، ليرة مالطية                                         |
| الناتج المحلي الإجمالي (بليون دولار)                      | 398.83 مليار                                              | 12.54 مليار                                               |
| الناتج المحلي الإجمالي (تعادل القوة الشرائية) بليون دولار | 322.23 مليار                                              | 14.68 مليار                                               |
| الناتج المحلي الإجمالي الاسمي للفرد دولار أمريكي          | 74.40 ألف                                                 | 22.60 ألف                                                 |
| الناتج المحلي الإجمالي للفرد دولار أمريكي                 | 65.61 ألف                                                 |                                                           |
| مؤشر التنمية البشرية                                      | 0.944                                                     | 0.839                                                     |
| رمز المكالمات الدولي                                      | +47                                                       | +356                                                      |
| رمز الإنترنت                                              | .no                                                       | .mt                                                       |
| المنطقة الزمنية                                           | ت ع م+01:00، ت ع م+02:00، توقيت وسط أوروبا، أوروبا/أوسلو ‏ | توقيت وسط أوروبا، ت ع م+01:00، ت ع م+02:00، أوروبا/مالطا ‏ |

## منظمات دولية مشتركة
يشترك البلدان في عضوية مجموعة من المنظمات الدولية، منها:
| علم المنظمة | اسم المنظمة                               | تاريخ انضمام النرويج | تاريخ انضمام مالطا |
| ----------- | ----------------------------------------- | -------------------- | ------------------ |
|             | وكالة ضمان الاستثمار متعدد الأطراف        | 9 أغسطس 1989         | 12 سبتمبر 1990     |
|             | الأمم المتحدة                             | 27 نوفمبر 1945       | 1 ديسمبر 1964      |
|             | الفريق المعني برصد الأرض                  | ?                    | ?                  |
|             | منظمة حظر الأسلحة الكيميائية              | ?                    | ?                  |
|             | منظمة التجارة العالمية                    | 1995                 | ?                  |
|             | منظمة الشرطة الجنائية الدولية             | ?                    | ?                  |
|             | منظمة الأمن والتعاون في أوروبا            | 25 يونيو 1973        | 25 يونيو 1973      |
|             | يونسكو                                    | 4 نوفمبر 1946        | 10 فبراير 1965     |
|             | مجلس أوروبا                               | 5 مايو 1949          | ?                  |
|             | الاتحاد البريدي العالمي                   | ?                    | ?                  |
|             | البنك الدولي للإنشاء والتعمير             | 27 ديسمبر 1945       | 26 سبتمبر 1983     |
|             | المنظمة الهيدروغرافية الدولية             | ?                    | ?                  |
|             | الاتحاد الدولي للاتصالات                  | 1866                 | 1965               |
|             | مؤسسة التمويل الدولية                     | 20 يوليو 1956        | 1 يونيو 2005       |
|             | المنظمة الأوروبية لسلامة الملاحة الجوية   | 1994                 | 1989               |
|             | المركز الدولي لتسوية المنازعات الاستشارية | 15 سبتمبر 1967       | 3 ديسمبر 2003      |
|             | مجموعة أستراليا                           | 1986                 | 2004               |
|             | مجموعة الموردين النوويين                  | ?                    | ?                  |

## وصلات خارجية
- موقع وزارة الخارجية النرويجية
- موقع وزارة الخارجية المالطية